# Geher-Länderkampf der Männer 1958 Schweiz – BR Deutschland
| 8. Leichtathletik-Länderkampf mit bundesdeutscher Beteiligung 1958 | 8. Leichtathletik-Länderkampf mit bundesdeutscher Beteiligung 1958 |               |
| ------------------------------------------------------------------ | ------------------------------------------------------------------ | ------------- |
|                                                                    |                                                                    |               |
| Geher-Vergleich der Männer: Schweiz – BR Deutschland               |                                                                    |               |
| Austragungsort                                                     | Lausanne                                                           |               |
| Wettbewerbe                                                        | 2                                                                  |               |
| Datum                                                              | 13./14. September 1958                                             |               |
| 1. FRG 2. SUI                                                      | 23 Punkte 21 Punkte                                                |               |
| Chronik                                                            |                                                                    |               |
| ← SUI-FRG (M)                                                      | FRG-URS (M) →                                                      | FRG-URS (M) → |

Den achten Vergleich des Leichtathletik-Länderkämpfe mit bundesdeutscher Beteiligung 1958 bestritten die Männer wieder gegen die Schweiz. Es war der vierte Geher-Wettkampf zwischen den beiden Ländern, der am 13./14. September in Lausanne ausgetragen wurde. In allen zurückliegenden Aufeinandertreffen hatten die Schweizer Geher den Sieg davongetragen.

## Wettbewerbe und Modus
Auf dem Programm standen wie in den Geher-Vergleichen gewohnt zwei Wettbewerbe, einer über 20 und einer über 50 Kilometer. Die Regeln waren dieselben wie bei den letzten Vergleichen der Geher. Von vier Startern je Land in den beiden Wettbewerben kamen die jeweils besten drei in die Wertung. Der erste Rang brachte sieben Punkte, der zweite fünf, der dritte vier usw. Der sechste Platz wurde noch mit einem Punkt belohnt.

## Ergebnis
In diesem Wettkampf ging es enger zu als in den Geher-Länderkämpfen der beiden Länder zuvor. Den Wettbewerb über die 20-km-Distanz am ersten Tag gewann ein Schweizer Geher und auch die Disziplinwertung ging mit dreizehn zu zehn Punkten an die Schweiz. Auf der 50-km-Strecke lag am Ende ein bundesdeutscher Starter vorn und die Bundesrepublik Deutschland gewann die Disziplinwertung mit zwölf zu zehn Punkten. Die Gesamtwertung des Vergleichs ging damit wieder an die Schweiz, allerdings fiel dieser Sieg mit 23 zu 21 Punkten deutlich knapper aus als in den ersten drei Aufeinandertreffen.

## Legende
Kurze Übersicht zur Bedeutung der Symbolik – so üblicherweise auch in sonstigen Veröffentlichungen verwendet:
| DNF | nicht im Ziel (did not finish) |

## Resultate

### 20-km-Gehen
| Platz | Athlet              | Land | Zeit (h) |
| ----- | ------------------- | ---- | -------- |
| 1     | Louis Marquis       | SUI  | 1:37:37  |
| 2     | Horst Thomanske     | FRG  | 1:37:53  |
| 3     | Gabriel Reymond     | SUI  | 1:38:47  |
| 4     | Jürgen Krämer       | FRG  | 1:41:35  |
| 5     | Angela Pedrotti     | SUI  | 1:43:55  |
| 6     | Herbert Staubach    | FRG  | 1:44:25  |
| 7     | Horst Brüning       | FRG  | 1:46:13  |
| 8     | Joseph Affentranger | SUI  | 1:52:20  |

Datum: 31. August

### 50-km-Gehen
| Platz | Athlet           | Land | Zeit (h)          |
| ----- | ---------------- | ---- | ----------------- |
| 1     | Claus Biethan    | FRG  | 4:53:43           |
| 2     | René Charrière   | SUI  | 5:22:17           |
| 3     | Georges Dumoulin | SUI  | 5:23:47           |
| 4     | Walter Stoltz    | FRG  | 5:27:30           |
| 5     | Wolf-Dieter Götz | FRG  | 5:29:17           |
| 6     | Franco Calderari | SUI  | 5:37:05           |
| 7     | Viktor Siuda     | FRG  | 5:44:00           |
| DNF   | J.-P. Vocat      | SUI  | Aufgabe bei 26 km |

Datum: 1. September